# 藤間宇宙
藤間 宇宙（とうま そら、1984年6月18日 - ）は、日本の俳優。東京都出身。俳優事務所M・M・P所属。映画やドラマを中心に活動。声優やラジオのレポーター等、活動している。

## 人物・来歴
『独立少年合唱団』において第22回ヨコハマ映画祭と高崎映画祭で、最優秀新人賞を受賞している。
芸歴は劇団日本児童→シーアンドティーキャロット→オフィスジュニア→コムスシフト→M・M・P

## 出演

### 映画
- 独立少年合唱団 （2000年10月28日） - 伊藤 康夫 役
- 富江 最終章 -禁断の果実-（2002年6月29日）- 田島 雅夫 役
- いたいふたり〜先天性恋愛症候群〜 （2002年12月7日）- 嘉山 役
- 壬生義士伝（2003年1月18日） - 吉村貫一郎の息子・嘉一郎役
- 紀子の食卓（2006年9月23日）- 良 役
- 神様のパズル（2008年6月7日）
- GSワンダーランド （2008年11月15日）- シェリー浜田 役
- 鴨川ホルモー （2009年4月18日）- 紀野 友之 役
- カイジ〜人生逆転ゲーム（2009年10月10日）
- スラッカーズ 傷だらけの友情 （2009年12月5日） - 押切 忍 役
- 恐怖 （2010年7月10日、東京テアトル）
- ガチバンMAX （2010年8月14日）- 杉下晃 役
- 世界最後の日々 （2012年2月18日）
- てやんDays （2012年9月29日） - 主演 真之介 役
- SPINNING KITE （2013年5月18日、アークエンタテインメント）
- 風俗行ったら人生変わったwww （2013年11月9日） - 河合（ネット住民）役

### テレビドラマ
- 姫将軍大あばれ 第17話 （1995年、テレビ東京）
- 木曜の怪談・MMR未確認飛行物体 （1996年9月5日、フジテレビ）
- 新・半七捕物帳 第9話「朝顔屋敷」（1997年、NHK総合）
- 愛の劇場・空への手紙 （1999年6月-7月、TBS） - 久保 孝夫 役
- ドラマ愛の詩シリーズ 双子探偵 （1999年7月-10月NHK教育） - 上越麗一（レーチ） 役
- エイジ（2000年7月20日、NHK総合）
- ドラマ愛の詩スペシャル「ズッコケ三人組VS双子探偵〜光の世界へ翔べ〜」（2001年1月1日、NHK教育） - 上越麗一（レーチ） 役
- 近未来スペシャル・ボクらの希望を探す旅・村上龍“希望の国のエクソダス”から オリジナルドラマ「僕たちの戦争」（2001年5月5日、日本テレビ）
- ごくせん 第1シリーズ 第3話 （2002年5月1日、日本テレビ）- 寺泊 優一 役
- 新・愛の嵐 第11話 - 20話（2002年、フジテレビ系列） - 三枝文彦（少年期） 役
- ビタミンF（第四章）ゲンコツ （2002年7月4日、NHKBS-2）
- 月曜ミステリー劇場・外科医零子 第2作「ハートの疑惑」（2002年9月2日、TBS）- 田辺 隆明（睦子の夫）役
- 僕の生きる道 （2003年1月-3月、フジテレビ） - 田中 守 役
- 夏休み特選サスペンス　なんでも屋大蔵の事件簿(2)　劇場殺人！1000人が見た完全密室惨劇と空白の25秒！誰が大女優Mを殺したのか？なんでも屋だけが知る悪い奴らの舞台ウラ (2003年7月20日、BSジャパン）[注 1]
- 茂七の事件簿 ふしぎ草紙
  - 第3シリーズ 茂七の事件簿3 ふしぎ草紙 第4話（2003年8月1日、NHK） - 圭太 役
- 愛の劇場・銀座まんまんなか! （2003年、TBS）
- ほんとにあった怖い話 第1シーズン #07 近づく足音 (2004年2月21日、フジテレビ) - 直樹 役
- 尼さん探偵シリーズ
  - 女と愛とミステリー「殺意の川 尼寺説法殺人事件」 （2004年3月3日、テレビ東京）- 矢野 孝 役
- 仮面ライダー剣 第9話 - 12話 （2004年3月21日 - 4月11日、テレビ朝日）- 一之瀬 仁 役
- 天切り松 闇がたり （2004年7月30日、フジテレビ系）
- 愛の劇場・すてきにコモン! （2006年3月 - 5月、TBS） - 上野 雄大 役
- 相棒 Season5 第7話 「剣聖」（2006年11月22日、テレビ朝日） - 吾妻 俊一 役
- アンタッチャブル〜事件記者・鳴海遼子〜 最終話（2009年12月18日、テレビ朝日） - 梨野 公平 役
- ドラマW （WOWOW）
  - なぜ君は絶望と闘えたのか （2010年9月25日・26日、ドラマWスペシャル） - 秋山 譲 役
- カーネーション (テレビドラマ)　（2011年10月3日 - 2012年3月31日、NHK朝の連続テレビ小説） - 高山 守 役
- 遺留捜査 第2シリーズ 第7話（2012年8月30日、テレビ朝日） - 河島 公彦（広通アドバタイジング社員）役
- 土曜ワイド劇場・再捜査刑事・片岡悠介 第4作（2012年9月29日、テレビ朝日） - 久保田 啓太（有紀のアシスタント）役
- 日曜劇場・とんび 最終話（2013年3月17日、TBS）
- 相棒 Season12 第7話「目撃証言」（2013年11月27日、テレビ朝日） - 千倉 博（カフェ店員）役
- 水曜ミステリー9・特命おばさん検事! 花村絢乃の事件ファイル 第2作（2014年2月5日、テレビ東京） - 森（警視庁杉並中央警察署 刑事）役
- 科捜研の女 正月スペシャル（2016年1月3日、テレビ朝日） - 水原 健太（修斗の仲間）役

### バラエティ番組
- 天才てれびくん ミステリートラベラー （1995年4月6日-1996年1月17日、NHK教育）

### テレビアニメ
- serial experiments lain （1998年7月- 9月）- マサユキ 役
- MASTERキートン - チャーリー（子供時代）役

### 劇場アニメ
- X（1996年） - 封真（子供時代）役[2]

### 吹き替え
- ゴーン・フィッシン'
- ロスト・ワールド/ジュラシック・パーク

### 舞台
- 夏の庭
- サウンドオブミュージカル

### ビデオパッケージ
- ダイワハウス

### オリジナルビデオ
- オタスケガール（2003） - リュウ 役

### ビデオ映画
- ペリカンロード（2001年、ケイエスエス、監督：鎌田義孝） - 渡辺憲一 役

### CM
- 旭化成・ヘーベルハウス
- トミー

### ラジオ
- かわさきFM、岡村洋一のシネマストリートのレポーター（2012年2月〜）